# Madang
Madang of Frederik-Willemshaven (oude Duitse naam: Friedrich-Wilhelmshafen) is een plaats in Papoea-Nieuw-Guinea en is de hoofdplaats van de provincie Madang.
Madang telde in 2000 bij de volkstelling 27.394 inwoners.